# 北京交通大学
北京交通大学（ペキンこうつうだいがく、北京交通大学、北京交通大學、拼音: Běijīng Jiāotōng Dàxué、英語: Beijing Jiaotong University）は、北京市海淀区に所在する中華人民共和国教育部直属の国立大学である。1896年に創立された。略称は北交大。211工程、双一流の成員校である。

## 沿革
1896年、「北京鉄道管理伝習所」として設立。1917年に「北京鉄道管理大学」と「北京郵便大学」に分かれた。1921年、この2校と上海工業専門学校、唐山工業専門学校が合併して「交通大学」となった。1950年に「北方交通大学」に改称。1951年、毛沢東が学校名をつけ、同年8月に府右街から西直門外上園村に移転。
1952年院系調整により、鉄道部直属となり、「北京鉄道学院」に改称。1960年10月に国家重点大学に昇格した。1970年6月「北方交通大学」に名称を復し、河北省石家荘市に移転。1977年11月に、現在の北京市海淀区上園村へ戻る。
2000年に北京電力高等専門学校が編入され、教育部直属となった。2003年に現在の「北京交通大学」の校名を用いるようになった。
2015年9月、山東省威海キャンパスを使用開始。

## 組織
電子情報工学、計算機・情報技術学、経済管理学、交通運輸学、土木建築工学、機械・電子制御工学、電気工学、理学、マルクス主義学、言語・メディア学、ソフトウェア学、建築・アート学、法学。

## キャンパス
西校舎（主校舎）
- 所在地：北京市海淀区上園村3号

東校舎
- 所在地：北京市海淀区北下関高粱橋斜街44号

威海キャンパス
- 所在地：山東省威海市南海新区現代路69号